# توماس گرین
توماس گرین (انگلیسی: Tom Green؛ زاده ۳۰ ژوئیهٔ ۱۹۷۱) یک موسیقی‌دان اهل کانادا است. وی از سال ۱۹۹۲ میلادی تاکنون مشغول فعالیت بوده‌است.
از فیلم‌ها یا برنامه‌های تلویزیونی که وی در آن نقش داشته است می‌توان به فرشتگان چارلی، سفر جاده و فردی انگولک شد اشاره کرد.